# Tecpatán
Tecpatán est une municipalité du Chiapas, au Mexique. Elle couvre une superficie de 770,1 km2 et compte 41 305 habitants en 2015.